# 朗加
朗加（法語：Langast，法語發音：[lɑ̃ɡa]）是法国阿摩尔滨海省的一个旧市镇，位于该省中部偏东南，属于圣布里厄区。2019年1月1日，朗加和相邻的普卢格纳合并为新市镇普卢格纳-朗加（Plouguenast-Langast）。

## 地理
朗加（48°16'48"N, 2°39'50"W）面积20.45 平方千米，位于法国布列塔尼大區阿摩尔滨海省，该省份为法国西北部沿海省份，位于布列塔尼半岛北部，北濒大西洋英吉利海峡，西接菲尼斯泰尔省，南至莫尔比昂省，东临伊勒-维莱讷省。
与朗加接壤的市镇（或旧市镇、城区）包括：拉莫特、普莱米、普莱萨拉、普卢格纳。

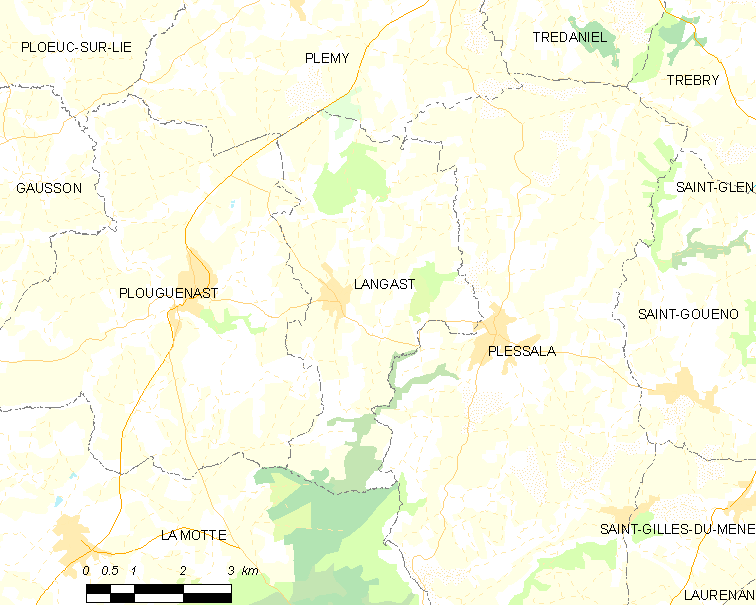
朗加的OSM定位图

朗加的时区为UTC+01:00、UTC+02:00（夏令时）。

## 行政
朗加的邮政编码为22150，INSEE市镇编码为22100。

## 政治
朗加所属的省级选区为盖莱当县。

## 人口

1962-2008年间朗加人口变化图示

朗加于2018年1月1日时的人口数量为582人。